# دروغ‌های بی‌ضرر
دروغ‌های بی‌ضرر (انگلیسی: Innocent Lies) یک فیلم در ژانر درام است که در سال ۱۹۹۵ منتشر شد. از بازیگران آن می‌توان به استیون درف، گابریله انور، آدریان دونبار، کیرا نایتلی و جوانا لاملی اشاره کرد.